# Overlagt
|  | Denne artikel er oprettet af botten PalnaBot ud fra en ekstern database. Den kan derfor have sproglige fejl eller mangler. Denne skabelon kan fjernes efter kontrol af indholdet. |

Overlagt er en kortfilm instrueret af Manyar I. Parwani efter manuskript af Manyar I. Parwani.